# Chuyến bay 540 của Lufthansa
Chuyến bay 540 của Lufthansa (LH540/DLH540) là một chuyến bay thương mại của hãng Lufthansa bằng máy bay Boeing 747-130, chở 157 người (140 hành khách và 17 phi hành đoàn), bay đoạn cuối của tuyến Frankfurt–Nairobi–Johannesburg. Ngày 20 tháng 11 năm 1974, chuyến bay này rơi và bốc cháy ngay sau khi rời đường băng cất cánh. Đây là vụ rơi máy bay thứ ba của loại Boeing 747.